# ميريام ألاركون
ميريام ألاركون (بالإسبانية: Miriam Alarcon)‏ هي نبالة إسبانية، ولدت في 27 يونيو 1993.